# Urbanus bij de Chiro
 Urbanus bij de Chiro is de naam van het 134e album uit de reeks van De avonturen van Urbanus en verscheen in 2009 in België. Het stripverhaal werd getekend door Willy Linthout die het samen met Urbanus heeft geschreven.

## Verhaal
Op een dag vervelen Urbanus, Dikke Herman en hun vrienden zich in Tollembeek. Ze besluiten dan maar om kattenkwaad te gaan uithalen. Kattenkwaad heeft echter al weleens onvoorziene gevolgen en al snel veroorzaken ze ongewild een regelrechte misdaadgolf. René en Modest, de agenten, trekken op oorlogspad, want niemand zal hun gezag als gerechtsdienaar ondermijnen. Ze betrappen Urbanus en zijn vrienden op “nodeloos ophouden van een eerbare wielertoerist” en de misdadigers krijgen de zwaarste straf ooit opgelegd, ze moeten namelijk twee weken op kamp met de Chiro.
Het kamp zelf valt uiteindelijk nog mee. Alhoewel... De leider, bakker Adolf, maakt rotte bladerensoep in plaats van verse groentesoep. Zo kan hij het inschrijvingsgeld van de kinderen in zijn eigen zak steken. Later bouwt Urbanus een vlot om Botswana te redden van de verdrinkingsdood. Dikke Herman wordt verliefd op Elsje, de 'matras' van het kamp.